# 린다 라우벤스타인
린다 제인 라우벤스타인(Linda Jane Laubenstein, 1947년 5월 21일 – 1992년 8월 15일)은 미국의 의사로 초창기 HIV/AIDS 연구원이다. 1980년대 초에 에이즈 전염병을 인식한 최초의 미국 의사 중 한 명으로 AIDS와 카포시 육종의 상관관계에 관한 최초 논문의 공동 저자의 한명이다.
라우벤스타인은 로드아일랜드 주 배링턴에서 자랐는데 그곳에서 어린 시절 소아마비에 걸려 하반신 마비로 평생 휠체어를 사용했다. 1969년에 바너드 칼리지를 졸업하고 뉴욕 대학교 의과대학에서 혈액학과 종양학을 전문으로 하는 의학 학위를 받았다. 임상교수가 된 후, 개인병원에서 AIDS 환자 치료에 집중하기 위해 이직하였다. 의료 업무 외에도 적극적인 AIDS 활동가였으며 AIDS 환자에게 일자리를 제공하는 비영리 단체인 멀티태스킹(Multitasking)을 공동 설립했다.
1992년 라우벤스타인이 45세의 나이로 사망한 후에 뉴욕주 보건부에서는 그녀의 이름을 따서 HIV/AIDS 의사를 위한 상을 제정했다. 래리 크레이머의 연극 《더 노말 하트 (연극)》와 이를 각색한 영화 《더 노멀 하트 (영화)》는 그녀를 추모하는 작품이다.

## 어린 시절
린다 라우벤스타인은 1947년 5월 21일 매사추세츠 주 보스턴에서 프리스실라(Priscilla)와 조지 라우벤스타인 사이에서 태어났는데, 로드아일랜드 주 배링턴에서 성장했다. 그녀의 어머니는 특수 교육 유치원 교사로 일했고 아버지는 프로비던스 가스 회사의 구매 대리인으로 일했다. 심한 천식을 어릴 때 앓았고 5살 때 소아마비에 걸렸는데, 호흡 부전을 방지하기 위해 철제 폐(iron lung)내에 3개월 동안 있었기 때문에 하반신 마비 상태가 되어 평생 휠체어를 사용하게 되었다. 신체적으로 초등학교에 다닐 수 없었기 때문에 교실에서 집까지 인터폰이 설치되었다. 그녀의 고등학교에는 엘리베이터가 없어서 2층에서 수업을 들어야 할 때에는 학교 축구팀 멤버들이 휠체어를 들고 계단을 오르내리곤 했다. 바너드 칼리지 캠퍼스에서는 휠체어를 사용할 수 있었기 때문에 이 학교로 진학했고, 의사가 되고 싶어서 주로 과학 수업을 들었다. 그 후 뉴욕 대학교 의과대학에서 공부하여 1973년에 의학박사 학위를 받았고 인턴, 레지던트 및 펠로우십을 1978년에 마쳤다.

## 경력
혈액학 및 종양학 전문가이자 뉴욕 대학교 의료원 임상 교수 라우벤스타인은 미국에서 AIDS 전염병의 출현을 최초로 인식한 한 명이다. 뉴욕시의 개인 병원에서 일하는 동안에 그녀는 면역 결핍이 있는 젊은 게이 남성에서 카포시 육종 (나중에 AIDS를 정의하는 질병으로 확인되는 희귀암)의 사례 수가 갑자기 증가하는 것을 관찰했다. 그녀는 피부과 전문의인 앨빈 프리드만킨(Alvin Friedman-Kien)과 함께 게이 남성의 카포시 육종 출현에 관한 최초의 논문을 공동 집필했다. 1979년에 그녀가 카포시 육종으로 진단을 한 최초의 환자는 전신 발진과 림프절이 부어 있는 게이 남성이었다. 2주 후에 동료가 같은 질병을 앓고 있는 또 다른 게이 남성인 두 번째 환자를 만나달라고 그녀에게 요청했다. 두 남자는 모두 북미에서 HIV/AIDS "최초 환자"라고 종종 불리는(하지만 추가연구에서는 달리 제안하고 있다) 가에탄 뒤가스(Gaëtan Dugas)의 친구로 밝혀졌다. 이들은 라우벤스타인에게 뒤가스에게도 비슷한 발진이 있다고 말했다. 1981년 캐나다인 가에탄 뒤가스는 카포시 육종에 대해 듣고 라우벤스타인과 프리드만킨과 상담하기 위해 몬트리올에서 뉴욕으로 여행을 떠났고 자신의 화학요법 치료를 매월 그들의 진료소를 방문했다. 1982년까지 라우벤스타인은 62명의 카포시 육종 환자를 치료했다. 그후 대학을 떠나서 개인 병원에서 AIDS 환자를 치료하는 데 집중하였다.
라우벤스타인은 1983년 카포시 육종 연구 기금을 공동 설립했다. 같은 해 그녀와 프리드만킨은 뉴욕 대학교에서 AIDS에 관한 전국 규모의 최초 의학 회의를 주선했다. 회의에서 발표된 연구 모음은 1984년에 라우벤스타인과 프리드만킨이 편집한 《AIDS: The Epidemic of Kaposi's Sarcoma and Opportunistic Infections》의 제목의 책이 출판되었다. 1986년 그녀와 제프리 그린(Jeffrey B. Greene)은 멀티태스킹(Multitasking)이라는 비영리 기관을 설립했다. 기업에 사무 서비스를 제공하는 이 단체는 에이즈로 실직한 에이즈 환자를 고용해 새로운 일자리를 찾도록 도와 주었다. 제프리 그린은 라우벤스타인을 "궁극의 AIDS 의사"라고 불렀다. 그녀가 환자에게 제공한 치료 때문에 종종 휠체어에서 집에 전화를 걸었다. 라우벤스타인의 동료 종양학자인 제임스 원즈(James Wernz)는 많은 의사들이 AIDS 환자를 만나기를 거부했을 때에 다른 의사들에 행한 "강요적인" 그녀 태도 때문에 때로 그녀를 "바퀴 달린 암캐"라고 불렀다고 호의적으로 언급했다.
라우벤스타인은 또한 거침없는 AIDS 활동가였으며 그녀가 AIDS 전염병 퇴치를 꺼리는 것으로 본 미국 정부를 비판했다. 또한 레즈비언과 게이 남성을 다루는 방식에 대하여 가톨릭 교회를 비판했다. 그녀의 의견 중 일부로, 안전하지 않은 성적 행동을 억제하여 HIV 전파를 줄이기 위해 게이 목욕탕을 폐쇄하라는 그녀의 요청과 같은 의견은, 다른 게이 활동가들 사이에서 논쟁을 불러일으켰다. 에이즈로 사망한 파트너를 돌본 후 라우벤스타인과 친구가 된 극작가 래리 크레이머는 "아마도 우리(게이 남성들)에게 섹스를 아예 하지 말라고 제안한 최초의 의사일 것"이라고 말했다.

## 건강 문제와 죽음
라우벤스타인은 1984년에 맹장염에 걸렸는데 이미 소아마비로 손상된 폐에 전신 마취에 의하여 가해질 위험 때문에 수술을 받는 것을 두려워했다. 수술 후 그녀의 외과의는 그녀를 인공호흡기에서 떼는 데 어려움을 겪었고 그녀는 정신 병원에 입원해야 하는 정신병적 쇠약에 걸렸다. 정신과 의사들은 그녀의 환각이 마취로 인한 저산소증 때문이라고 이론화했다. 1990년에 그녀는 계속 일했지만 천식, 위장염, 호흡 부전을 앓게 되었다. 그녀는 두 마리의 애완 고양이에 대한 알레르기로 악화된 호흡기 문제로 코르티코 스테로이드를 복용하기 시작했고 부작용을 경험했음에도 불구하고 약을 끊을 수 없었다.
그녀는 1992년 8월 15일 45세의 나이로 매서추세츠 주 채썸에 있는 가족의 집에서 갑자기 사망했다. 부검이 명령되어 실시되었는데 사망 원인은 심장마비로 판명되었다. 유족으로는 부모님과 형제인 피터가 있었다.

## 유산
래리 크레이머의 연극 《더 노말 하트》는 1980년대 초 뉴욕 시의 AIDS 전염병에 관한 것인데, 휠체어를 사용하는 의사로 라우벤스타인에 기초하는 에마 브루크너가 등장한다. 활동가이자 극작가인 크레이머는 라우벤스타인에 대한 자신의 묘사에 의하여 "그녀의 유산이 영원히 간직" 되기를 희망했다. 1984년 연극이 개봉된 이후 라우벤스타인 역으로, 브로드웨이 연극에서는 엘렌 바킨이, 각색된 영화에서는 줄리아 로버츠가 맡았다.
존 포트만(John Portmann)은 그의 저서 《전후 시기에서의 여성과 게이 남자》(Women and Gay Men in the Postwar Period) 에서 라우벤스타인이 "그녀의 학문적 연구와 사회적 행동주의를 통해 게이 커뮤니티 전체를 풍요롭게 했다" 고 평가하고 있다. 뉴욕주 보건부(New York State Department of Health)에서는 "HIV/AIDS 환자에게 포괄적인 치료를 제공하기 위한 노력에 자비로운 태도와 전심으로 참여하는 것으로 구별되는 의사"에게 매년 〈린다 라우벤스타인 박사 HIV 임상 우수상〉을 수여하고 있다.
그녀의 전체 논문은 래드클리프 칼리지의 슐레진저 도서관에 있다.

## 출판물의 일부
- Laubenstein, Linda J.; Friedman-Kien, Alvin (1984). 《AIDS: The Epidemic of Kaposis Sarcoma and Opportunistic Infections》. New York: Masson. ISBN 0893522171.